# Wiwek
Wiwek, aussi connu sous le pseudo Oui’Wack, est un disc-jockey néerlandais né et basé à Utrecht, aux Pays-Bas.

## Discographie

### Singles
- 2012 : Salomon Beach EP (Rimbu)
- 2012 : Maguas Revenge (Rimbu)
- 2012 : Hurrican // Batman, avec Rishi Romero (Rimbu)
- 2012 : Zombiekids EP (Rimbu)
- 2013 : Mango Chutney (Rimbu)
- 2013 : Angry Birdz (Rimbu)
- 2013 : Intimi, avec Gregor Salto (Mixmash Records)
- 2013 : FOK (Rising Music)
- 2013 : Mufazi (Rising Music)
- 2013 : Ritual, avec Cesqeaux (Mixmash Records)
- 2014 : Jungle Terror EP (Barong Family)
- 2014 : Salute (Musical Freedom)
- 2014 : On Your Mark, avec Gregor Salto (G-REX Music)
- 2014 : Annihilation, avec Nom De Strip (Rising Music)
- 2014 : G.M.A.F.B., (Smash The House)
- 2014 : Bad Gyal, avec Jeremia Jones et Kalibwoy (Kindergarten Recordings)
- 2014 : Boomshakatak, avec Alvaro (Barong Family)
- 2014 : Global March (Barong Family)
- 2014 : So You Want Drums (Rimbu)
- 2014 : Ground Shake (Mad Decent)
- 2014 : Ragga (Mad Decent)
- 2015 : Move, avec Mightyfools (Barong Family)
- 2015 : Riot (Barong Family)
- 2015 : Bollydome (Barong Family)
- 2015 : Pull it up (Barong Family)
- 2015 : Bang Bang Theory (Instrumental Mix) (OWSLA)
- 2015 : What We Tell Dem, avec GTA (Three Six Zero/Warner Bros.)
- 2015 : Fire, avec Alvaro (Dim Mak Records)
- 2015 : Miami, avec Gregor Salto (Doorn Records/Spinnin' Records)
- 2015 : Chameleon (Instrumental Mix), avec Hardwell (Revealed Recordings)
- 2015 : Jungle Terror, Vol.2 (Barong Family)
- 2015 : Trouble, avec Gregor Salto (Doorn Records/Spinnin' Records)
- 2015 : Love, avec Quintino (Sortie en septembre sur Revealed Recordings)
- 2016: Tropicana, avec Valentino Khan (OWSLA)
- 2016 : Rebels, avec Audio Bullys  (OWSLA)
- 2016 : Pop It, avec Yellow Claw & Lil Debbie (OWSLA)
- 2016 : Killa, avec Skrillex & Sirah ft. Elliphant (OWSLA)
- 2016 : Stop Me, avec Sirah (OWSLA)
- 2016 : Calvary, avec Big Freedia (OWSLA)
- 2016 : How It Goes, avec Gregor Salto ft. Stush (Spinnin' Records)
- 2019 : Angklung Life, sur l'album Joytime 3 de Marshmello (OWSLA)

### Remix
- 2013 : Moska - Sick Kick (Wiwek Remix) (Mad Decent)
- 2014 : Leftside - Monkey Biznizz (Wiwek Remix) (Mad Decent)
- 2015 : Katy Tiz - Whistle (While You Work It) (Wiwek Remix) (Atlantic Records)
- 2015 : Gregor Salto - Afrobot (Wiwek Remix) (Doorn Records/Spinnin)
- 2015 : Etnik - Unclassified, feat. Mykki Blanco (Wiwek Remix) (OWSLA)
- 2015 : Martin Solveig, GTA - Intoxicated (Wiwek Remix) (Spinnin' Remixes)
- 2015 : Cash Cash - Devil, feat. B.O.B, Busta Rhymez and Neon Hitch (Wiwek Remix) (BIG BEAT Records)
- 2016 : Firebeatz, Chocolate Puma – Lullaby, feat. BISHØP (Wiwek Remix) (Spinnin' Remixes)
- 2016 : Getter – Rip N Dip (Wiwek Remix) (OWSLA)
- 2016 : Skrillex, Diplo – Mind, feat. Kai (Wiwek Remix) (OWSLA / Mad Decent)
- 2017 : A R I Z O N A – Oceans Away (Wiwek Remix) (Atlantic Records)
- 2017 : Bro Safari, Dillon Francis, Salvatore Ganacci – XL (Wiwek Remix) (Bro Safari Music)
- 2017 : Mike Cervello – Moodswing (Wiwek Remix) (Barong Family)
- 2017 : Axwell /\ Ingrosso - More Than You Know (Wiwek Remix) (Virgin EMI)

### Unreleased
- ID (w/ Zaeden)
- ID (w/ Headhunterz)
- ID (w/ Yellow Claw) (ft. Ayden)